# باري إيفانز
باري إيفانز (بالإنجليزية: Barry Evans)‏ هو ممثل بريطاني، ولد في 18 يونيو 1943 في المملكة المتحدة، وتوفي بنفس المكان في 9 فبراير 1997.

## أعمال

### مسلسلات
- اعقل لغتك

## وصلات خارجية
- باري إيفانز على موقع IMDb (الإنجليزية)
- باري إيفانز على موقع قاعدة بيانات برودواي على الإنترنت (الإنجليزية)
- باري إيفانز على موقع قاعدة بيانات الفيلم (الإنجليزية)